# Meinrad Miltenberger
Meinrad Miltenberger (ur. 6 grudnia 1924 w Herdecke, zm. 10 września 1993 tamże) – niemiecki kajakarz, złoty medalista olimpijski z Melbourne.
Był reprezentantem RFN, jednak na igrzyskach startował w ramach jednej ekipy niemieckiej. Brał w nich udział dwukrotnie (IO 52, IO 56) i w Australii triumfował w dwójkach na dystansie 1000 metrów. Partnerował mu Michel Scheuer. Cztery razy stawał na podium mistrzostw świata, sięgając po dwa złota (K-2 500 m: 1954 i K-1 4 × 500 m: 1958), jedno srebro (K-1 500 m: 1954) i brąz (K-2 500 m: 1958).